# 池田浚吉
池田 浚吉（いけだ しゅんきち、1893年（明治26年）2月20日 - 1948年（昭和23年）3月2日）は、大日本帝国陸軍軍人。最終階級は陸軍中将。功四級

## 経歴
1893年（明治26年）に福岡県で生まれた。陸軍士官学校第26期、陸軍大学校第37期卒業。1936年（昭和11年）8月に陸軍省兵務局課員となり、1937年（昭和12年）11月1日に陸軍砲兵大佐進級と同時に野戦重砲兵第5連隊長に就任。1939年（昭和14年）1月に第7師団参謀長を経て、1940年（昭和15年）4月に陸軍野戦砲兵学校教官となった。
同年8月1日に陸軍少将進級と同時に陸軍野戦砲兵学校幹事に着任。1941年（昭和16年）4月10日に砲兵監部附となり、8月12日に東部軍砲兵隊長を経て、1942年（昭和17年）3月2日に陸軍野戦砲兵学校長に転じ、1943年（昭和18年）10月29日に陸軍中将に進級。1944年（昭和19年）3月4日に第35師団長（第2方面軍・第2軍）に親補され、ニューギニア戦線に出征。フォーゲルコップ半島・サンサポールで連合軍に執拗な攻撃を行い、敢闘した。
1947年（昭和22年）11月28日、公職追放仮指定を受けた。